# Ganfloden
Ganfloden är en flod i södra Kina som flyter norrut 885 km genom Jiangxi-provinsen tills den förenas med Poyangsjön och sedan Yangtze-floden. Ganfloden har gett kortnamn åt Jiangxi-provinsen och namn åt en dialektgrupp som talas i större delen av provinsen.